# Villar de Acero
Villar de Acero es una localidad española de la provincia de León, en la comunidad autónoma de Castilla y León. Se encuentra en la comarca de El Bierzo y pertenece al municipio de Villafranca del Bierzo.
Actualmente está dentro de los Ancares Leoneses catalogados como Reserva de la Biosfera.
Entre los lugares de interés de esta localidad se encuentra el Campano, un castaño monumental de singular relevancia, pese a la rotura de varios de sus brazos en numerosas tormentas, continúa produciendo castañas a los 800 años de edad. También existe un lugar anexado históricamente al pueblo, llamado la alzada de Villar. Este lugar era una aldea de verano donde los vecinos de Villar de Acero llevaban a pastar al ganado desde el mes de Mayo hasta el comienzo del otoño, debido a sus fértiles tierras. Hoy en día las viviendas de los ganaderos son esencialmente ruinas, pero existe un refugio reconstruido de acceso público. 

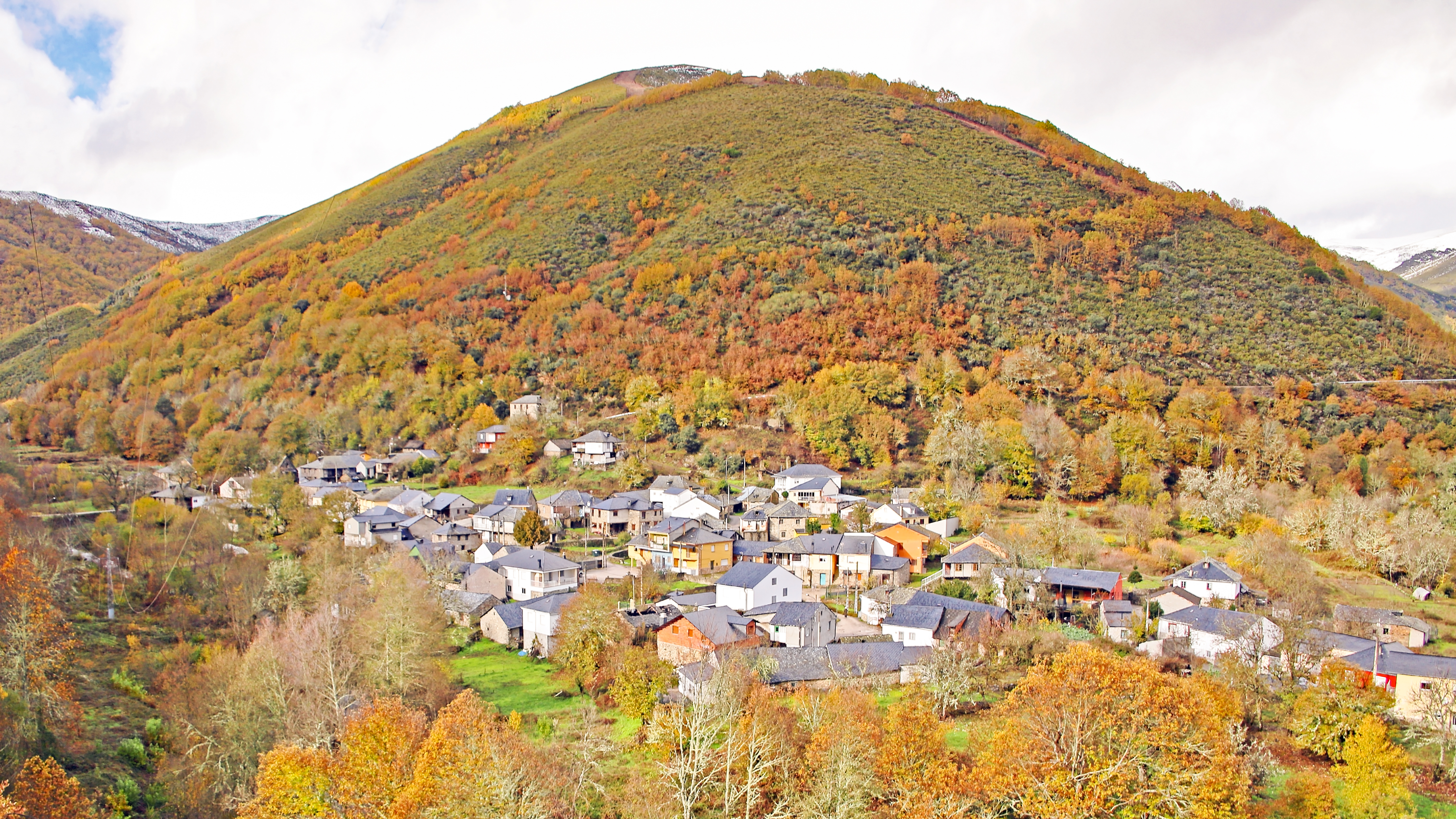
Panorámica

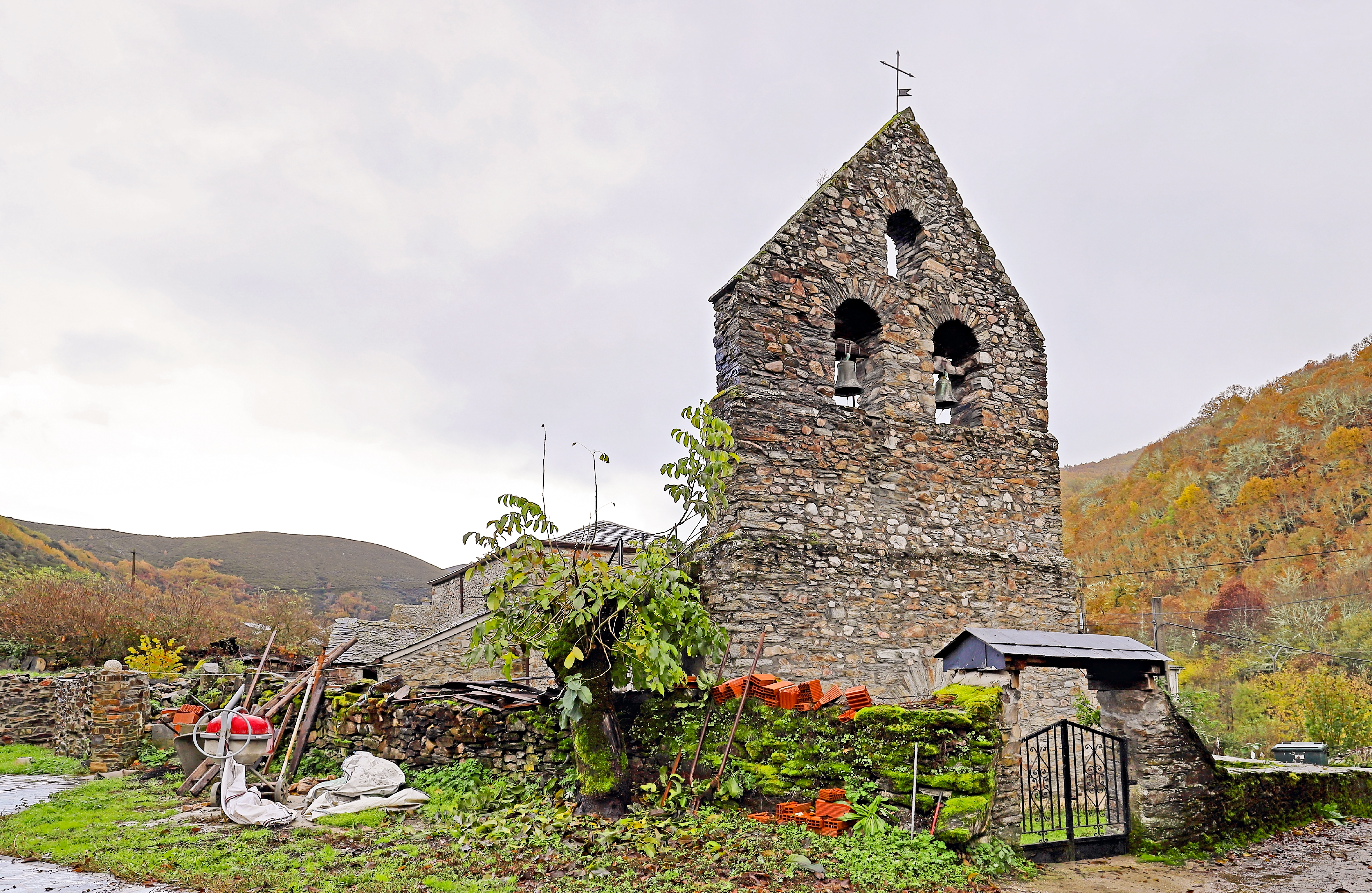
Iglesia de Santa Lucía